# Le Populaire
Le Populaire (en español La Población) fue un periódico francés de orientación socialista. Fue fundado como Le Populaire de Paris en 1916, por la minoría socialista antiguerra. 
Jean Longuet, nieto de Karl Marx, fue su primer director. Le Populaire se convirtió en 1921, después de la adhesión de L'Humanité al Partido Comunista, en el órgano de la Sección Francesa de la Internacional Obrera, y su tirada fue de aproximadamente 60.000 ejemplares en 1939. Léon Blum fue su director de 1921 a 1940, de 1942 a su deportación en 1943 y de 1945 hasta su muerte en 1950. El diario contó entre sus redactores de la década de 1930 con Pierre Brossolette y Léo Lagrange. Jean-Baptiste Lebas, teniente de alcalde de Roubaix, asumió la dirección administrativa tras la escisión de los neosocialistas y hasta su entrada en el gobierno en 1936. 
Después de la invasión alemana, Le Populaire cesó su actividad. El Comité de Acción Socialista (CAS), fundado por Daniel Mayer en marzo de 1941 creó el órgano Socialismo y Libertad, que se convirtió en mayo de 1942 en Le Populaire clandestino. En vísperas de la liberación, el periódico alcanzaba los 70.000 ejemplares.
A partir del verano de 1944, y hasta el verano de 1946, en un momento de euforia de la Internacional Obrera, Le Populaire se convierte en uno de los diarios parisinos más importantes, alcanzando los 263.000 ejemplares a finales de septiembre de 1944, pero disminuye rápidamente después. En el decenio de 1960, las dificultades aumentan, y el periódico cesó en su actividad en febrero de 1970.